# تمدن نورته چیکو

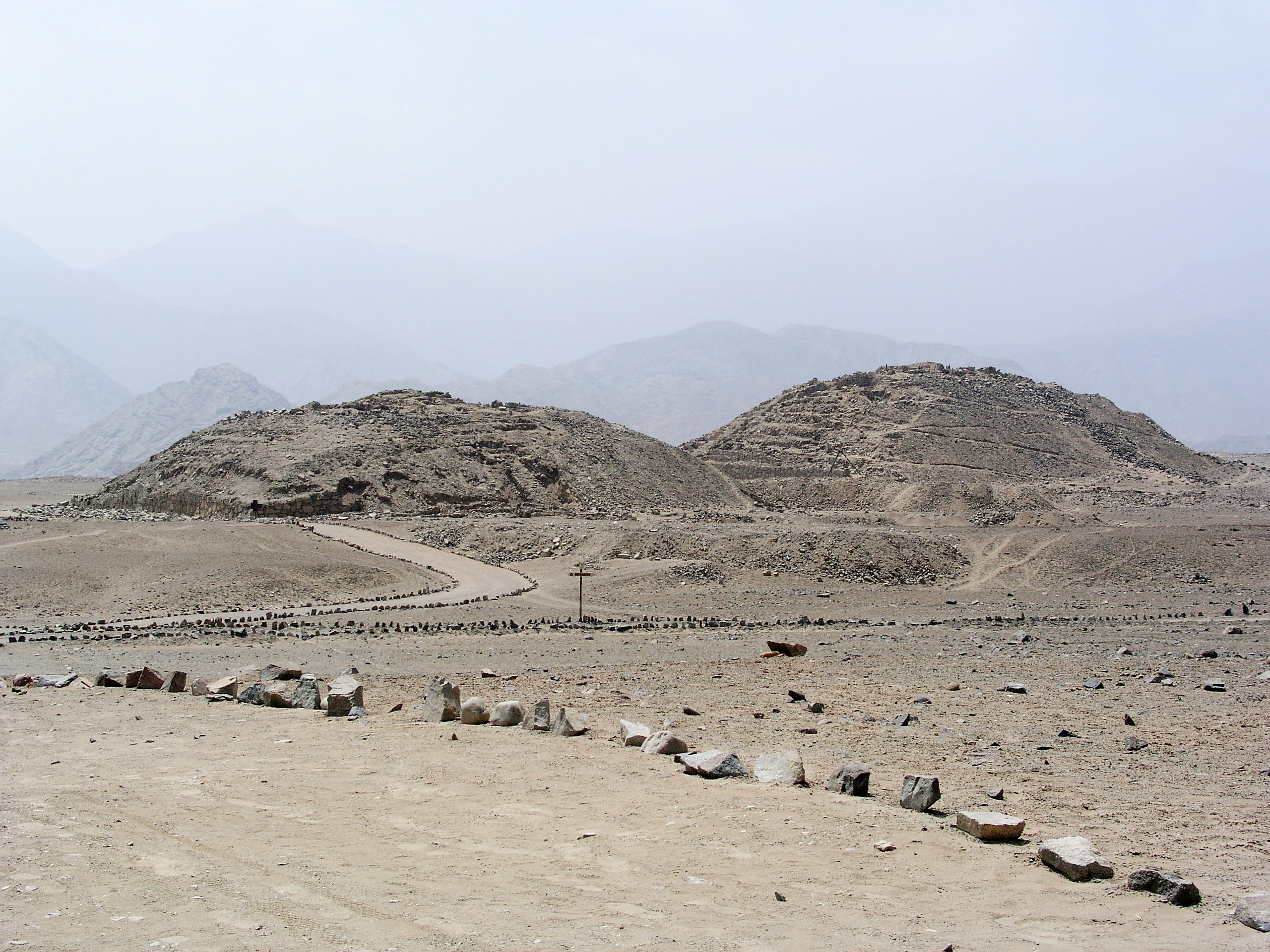
بازمانده‌های تمدن نورته چیکو در کشور پرو.

تمدن نورته چیکو یک تمدن بسیار بزرگ و باستانی در حدود امروزی کشور پرو و قدیمی‌ترین تمدن شناخته‌شده در قاره آمریکا بوده است که یکی از شش حوزه اصلی تمدن‌های آمریکای باستان را شامل می‌شده‌است. این تمدن در سه هزار سال پیش از میلاد پایه‌گذاری شد و تا سال ۱۸۰۰ پیش از میلاد یعنی به مدت تقریبی ۱۲۰۰ سال، پابرجا بوده است. پیدایش این تمدن یک هزاره پس از سومریان بوده و همزمان با مصریان باستان به تمدن دست‌یافته‌اند. این تمدن جای خود را به تمدن چاوین سپرد.
براساس پژوهش‌های انجام شده، تمدن نورته چیکو به سفالگری، نوشتن، هنر و همچنین خوراک تهیه‌شده از گندم دست نیافته بوده است. وانگهی پیشرفت این تمدن در معماری شگفت‌آور و قابل توجه است. نخ‌های کیپو که برای محاسبه و انتقال غیر زبانی اطلاعات استفاده می‌شده از ابداعات این تمدن بوده‌است.

## نگارخانه

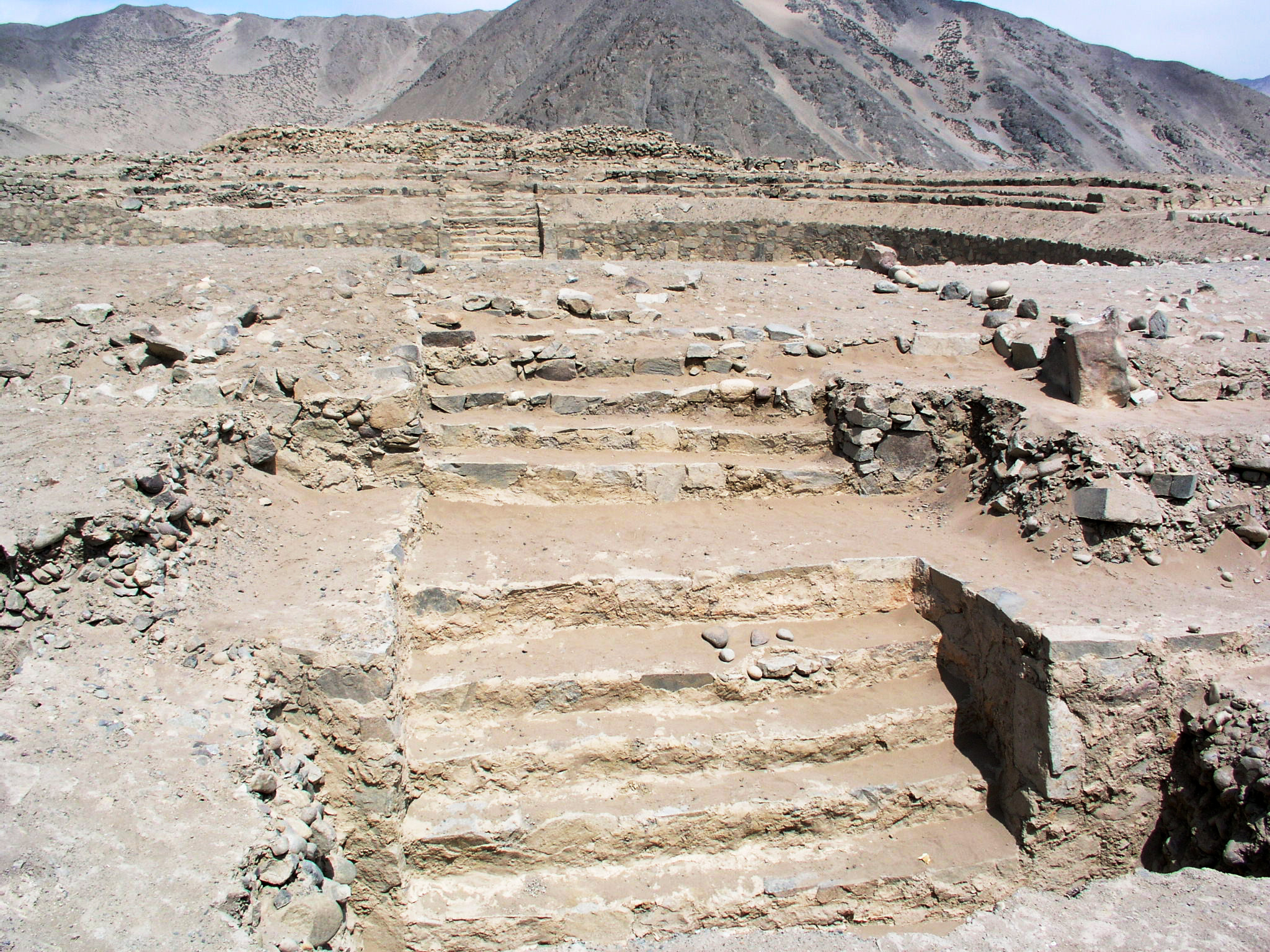
بقایای ساخت و ساز در کارل
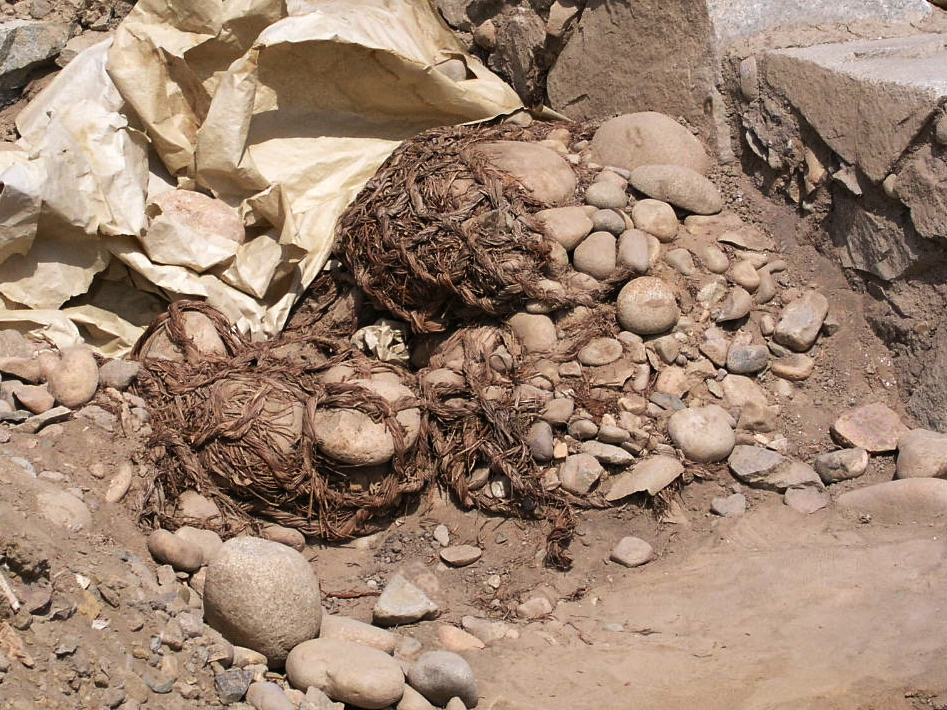
نوعی کیف همراه با سنگ در کارل سوپ